# Kevin James (phát thanh viên)
Kevin Lee James (sinh năm 1963) là một ứng cử viên trong bầu cử thị trưởng Los Angeles 2013 và là cựu Trợ lý Luật sư Hoa Kỳ tại Nam California.  Trước chiến dịch thị trưởng của mình, James là một người dẫn chương trình phát thanh và bình luận viên chính trị người Mỹ, tập trung vào chính trị địa phương và quốc gia. Chương trình được phát sóng vào KRLA AM 870 tại Los Angeles trong khoảng thời gian từ 12 giờ sáng đến 3 giờ sáng các ngày trong tuần. Từ năm 2007, Kevin James đã tập trung hầu hết vào các vấn đề địa phương, phi đảng phái ảnh hưởng đến cư dân ở Los Angeles.
Ông được Thị trưởng Los Angeles Eric Garcetti bổ nhiệm làm Chủ tịch Hội đồng Công trình Los Angeles vào năm 2013. James tiếp tục phục vụ trong vai trò đó và là Giám đốc Văn phòng Phim và Truyền hình của Thị trưởng Los Angeles kể từ năm 2015.

## Tuổi thơ
James có bằng đại học của Đại học Oklahoma, nơi ông là Học giả Lãnh đạo của Tổng thống và theo học tại Trung tâm Luật của Đại học Houston. Ông là thành viên của Luật sư bang California.